# Klatno
Klatno ili njihalo je fizičko telo koje se njiše oko ravnotežnog položaja. Njihanje mogu izazvati gravitaciona sila, elastična sila (na primer opruga), električna sila, magnetna sila i drugo.
Matematičko klatno je materijalna tačka obešena o nerastegljivu nit bez mase. Za male amplitude, period oscilovanja zavisi od ubrzanja sile teže g i od dužine niti l na koju je masa obešena:
{\displaystyle T=2\cdot \pi \cdot {\sqrt {\frac {l}{g}}}\qquad \qquad \qquad (\theta \,manje\,od\,\,5^{\circ })\,}
Fizičko klatno je fizičko telo koje se njiše oko čvrste tačke koja se ne podudara sa težištem. Izvedeno iz položaja ravnoteže, fizičko klatno počinje da se njiše pod uticajem vlastite težine. Period oscilovanja zavisi od težine tela, udaljenosti između težišta i obesišta i od momenta inercije s obzirom na obesište.
Torzijsko klatno je telo koje je obešeno o nit koje se periodično uvrće (rotira) u ravni normalnoj na nit zbog elastične sile niti. Za male amplitude kretanje je harmonijsko.
Kretanje klatna prvi su proučavali Galileo Galilej i Leon Fuko (Fukoovo klatno).

## Matematičko klatno
Pričvrsti li se mala olovna kuglica na tanku nit i ako se otkloni za izvestan ugao od njenog ravnotežnog položaja, onda ta kuglica na niti vrlo male težine prestavlja matematičko klatno. Kuglica se neće zaustaviti u svom ravnotežnom položaju već će oko njega oscilovati. Put klatna između krajnjih tačaka zove se jedna oscilacija, a vreme koje je potrebno da klatno učini jednu oscilaciju zove se period ili vreme oscilovanja. Kod oscilovanja klatna vrši se stalno pretvaranje potencijalne energije u kinetičku energiju i obratno. Kad se klatno podigne iz položaja mirovanja na neku visinu |h, daje mu se izvesnu potencijalna energija. Kinetička energija je u tom položaju jednaka nuli, jer klatno nema brzine. Kad se klatno pusti, ono će se pod uticajem komponente m∙g∙sin θ kretati, pa će njegova potencijalna energija opadati, a kinetička rasti. U najdonjem položaju (ravnotežnom položaju) biće potencijalna energija jednaka nuli, dok će kinetička energija biti najveća, jer je tu brzina najveća. Zbog tromosti ili inercije klatno će produžiti svoje njihanje, te će ponovno kinetička energija opadati, a potencijalna rasti, a u krajnjoj tački ponovno će kinetička energija biti nula, a potencijalna najveća.
Kad ne bi bilo trenja u osloncu i otpora vazduha, klatno bi se stalno njihalo i uvek bi se popelo do iste visine. Međutim, njegova se energija polagano troši na otpor vazduha i trenje, te titraji postaju sve slabiji, dok se klatno konačno ne umiri u ravnotežnoj tački. Sila koja prouzrokuje njihanje je:
{\displaystyle F=m\cdot g\cdot \sin \theta }
Može se izračunati da je vreme jednog titraja:
{\displaystyle T=2\cdot \pi \cdot {\sqrt {\frac {l}{g}}}}
a vreme jednog njihaja koje je polovina jednog titraja:
{\displaystyle t=\pi \cdot {\sqrt {\frac {l}{g}}}}
Iz ovog izraza proizlazi da trajanje jednog titraja zavisi od dve veličine, od dužine klatna l i od ubrzanja g sile teže. Prema tome je trajanje jednog titraja:
- srazmerno (proporcionalno) s drugim korenom iz dužine klatna l uz stalno g, to jest što je klatno duže, to je i vreme klatna veće, te se klatno njiše polaganije. Što je klatno kraće, vreme titraja je manje i klatno se njiše brže;
- obrnuto srazmerno s ubrzanjem sile teže g uz konstantnu vrednost l, to jest gde je ubrzanje sile teže veće, tamo je vreme oscilovanja kraće. Gde je ubrzanje sile teže manje, tamo je i vreme oscilovanja veće.

Trajanje jednog titraja ne zavisi:
- od težine, to jest o toga da li je klatno lakše ili teže, da li je građeno od željeza, drva, olova ili bilo kojeg drugog materijala;
- od amplitude. To znači da je vreme jednog titraja isto, bez obzira da li se klatno skrene iz položaja ravnoteže za veći ili manji ugao. Praktičko to vredi samo za male uglove približno do θ = 5°.[10]

## Fizičko klatno
Primena klatna u tehnici je vrlo velika, samo to nije matematičko nego fizičko klatno. Takvo fizičko klatno je svako telo koje se može njihati pod uticajem vlastite težine oko jedne čvrste tačke koja se zove obesište. Međutim, kad bi bila slobodna, svaka materijalna tačka tog tela imala bi svoje trajanje jednog njihaja koje bi bilo zavisno od njene udaljenosti od obesišta. Znači da bi materijalne tačke toga tela imale različita vremena jedne oscilacije. Kako se one ne mogu odvojiti jedna od druge, celo telo ima neko srednje trajanje oscilacije.
Vreme jednog fizičkog klatna se dobija tako da nađe dužinu onog matematičkog klatna koje se njiše isto tako kao i fizičko klatno. To je pak ono matematičko klatno koje ima istu ugaonu brzinu i ugaono ubrzanje kao i fizičko klatno. Dužina lo onog matematičkog klatna čije je vreme jedne oscilacije isto kao i kod fizičkog klatna zove se redukovana dužina fizičkog klatna. Ona se može izraziti kao:
{\displaystyle l_{0}={\frac {I}{m\cdot R}}}
gde je: I - moment tromosti ili moment inercije fizičkog klatna s obzirom na obesište, m - masa fizičkog njihala, a R - udaljenost između obesišta i centra masa (težišta). Na osnovu toga se dobija vreme jedne oscilacije fizičkog klatna T:
{\displaystyle T=2\cdot \pi \cdot {\sqrt {\frac {I}{m\cdot g\cdot R}}}}
Fizičko klatno se primenjuje kod časovnika sa klatnom. Ta se primena zasniva na izohronosti, to jest na nezavisnosti vremena oscilacije od amplitude. Klatno svojim pravilnim hodom prisiljava mehanizam i zupčanike da se u jednakim vremenskim razmacima pomiču. Da se zbog trenja i otpora vazduha klatno ne zaustavi, ono dobija nakon svake oscilacije podsticaj pritiskom visećeg utega, koji se kod toga odmotava s vretena. Budući da trajanje jedne oscilacije zavisi od ubrzanja sile teže, to znači da časovnik sa klatnom neće na svakom mestu ići tačno. Na primer, časovnik koji ide tačno na Balkanu ići će sve brže što se više približava polovima, a polaganije što se više približava ekvatoru.

### Sekundno klatno
Kad se u izraz oscilacije matematičkog klatna stavi da je t = 1 sekunda, dobija pretvaranjem:
{\displaystyle g=\pi ^{2}\cdot l}
Takvo klatno kome jedna oscilacija traje jednu sekundu zove se sekundnim klatnom. Dakle, merenjem dužine sekundnog klatna može se određivati ubrzanje sile teže, što ima veliku važnost u rudarstvu. Naime, ubrzanje sile teže ne menja se samo sa geografskom širinom već ono pokazuje znatne promene često i na manjem području Zemlje. To dolazi zbog toga što se ispod Zemljine kore nalaze mase različite gustine. Mase veće gustine uzrokuju veće ubrzanje sile teže, što proizlazi iz Njutnovog zakona gravitacije. Prema veličini ubrzanja sile teže na različitim mestima mogu se stvarati zaključci o vrsti i količini masa, odnosno naslaga koje se nalaze na tim mestima. Prema tome, određivanje ubrzanja sile teže služi za istraživanje ruda. Specijalna klatna koja služe u tu svrhu zovu se gravimetri.

### Seizmograf
Seizmograf (grč. σεισμός: potres + graf) je merni instrument kojim se mere i beleže pomaci tla tokom potresa. Glavni je deo seizmografa klatno, koje služi kao senzor pomaka tla i koje zbog tromosti (inercije) nastoji da održi stanje mirovanja za potresa, dok se kućište slobodno kreće, te se beleži razlika njihovog međusobnog položaja (seizmogram). Uređajem za merenje prigušuju se slobodne oscilacije klatna. Mehaničke seizmografe nasledili su elektromagnetski, kod kojih se klatno sa zavojnicom kreće u stalnom magnetnom polju kućišta te tako indukuje električni napon, a električni se signal pohranjuje na memorijsku jedinicu. Kako bi se na temelju seizmograma moglo potpuno rekonstruirati kretanje tla, seizmografi istodobno beleže tri međusobno normalne komponente kretanja tla.

## Literatura
- Borwein, J.M.; Borwein, P.B. (1987). Pi and the AGM. New York: Wiley. стр. 1-15. ISBN 978-0-471-83138-9. MR 0877728.
- Baker, Gregory L.; Blackburn, James A. (2005). The Pendulum: A Physics Case Study (PDF). Oxford University Press.
- M. Gitterman (2010). The Chaotic Pendulum (World Scientific).
- Michael R. Matthews, Arthur Stinner, Colin F. Gauld (2005)The Pendulum: Scientific, Historical, Philosophical and Educational Perspectives, Springer
- Matthews, Michael R.; Gauld, Colin; Stinner, Arthur (2005). „The Pendulum: Its Place in Science, Culture and Pedagogy”. Science & Education. 13 (4/5): 261—277. Bibcode:2004Sc&Ed..13..261M. doi:10.1023/b:sced.0000041867.60452.18.
- Schlomo Silbermann,(2014) "Pendulum Fundamental; The Path Of Nowhere" (Book)
- Matthys, Robert J. (2004). Accurate Pendulum Clocks. UK: Oxford University Press. ISBN 978-0-19-852971-2.
- Nelson, M. G.; Olsson (februar 1986). „The pendulum – Rich physics from a simple system”. American Journal of Physics. 54 (2): 112—121. Bibcode:1986AmJPh..54..112N. doi:10.1119/1.14703.
- L. P. Pook (2011). Understanding Pendulums: A Brief Introduction (Springer).
- Ochs, Karlheinz (2011). „A comprehensive analytical solution of the nonlinear pendulum”. European Journal of Physics. 32 (2): 479—490. Bibcode:2011EJPh...32..479O. doi:10.1088/0143-0807/32/2/019.
- Sala, Kenneth L. (1989). „Transformations of the Jacobian Amplitude Function and its Calculation via the Arithmetic-Geometric Mean”. SIAM J. Math. Anal. 20 (6): 1514—1528. doi:10.1137/0520100.
- Arnold, V.I. (1989). Mathematical Methods of Classical Mechanics. Springer. стр. 123. ISBN 978-0-387-96890-2.
- Marion, Jerry B.; Thornton, Stephen T. (1995). Classical dynamics of particles and systems (4th изд.). Brooks Cole. стр. 398-401. ISBN 978-0-03-097302-4.
- Persson, Anders O. (2005). „The Coriolis Effect: Four centuries of conflict between common sense and mathematics, Part I: A history to 1885” (PDF). History of Meteorology. 2. Архивирано из оригинала (PDF) 11. 4. 2014. г. Приступљено 16. 2. 2019.
- Daliga, K.; Przyborski, M.; Szulwic, J. (2015). „Foucault's Pendulum. Uncomplicated Tool in the Study of Geodesy and Cartography”. EDULEARN15 Proceedings - 7th International Conference on Education and New Learning Technologies, Barcelona, Spain. ISBN 978-84-606-8243-1.

## Spoljašnje veze
- Rubin, Julian (2007). „The Invention of the Foucault Pendulum”. Following the Path of Discovery, 2007, retrieved 2007-10-31. Directions for repeating Foucault's experiment, on amateur science site.
- Tobin, William. „The Life and Science of Léon Foucault”. Архивирано из оригинала 12. 09. 2018. г. Приступљено 16. 02. 2019.
- Bowley, Roger (2010). „Foucault's Pendulum”. Sixty Symbols. Brady Haran for University of Nottingham.